# Antonie Barth

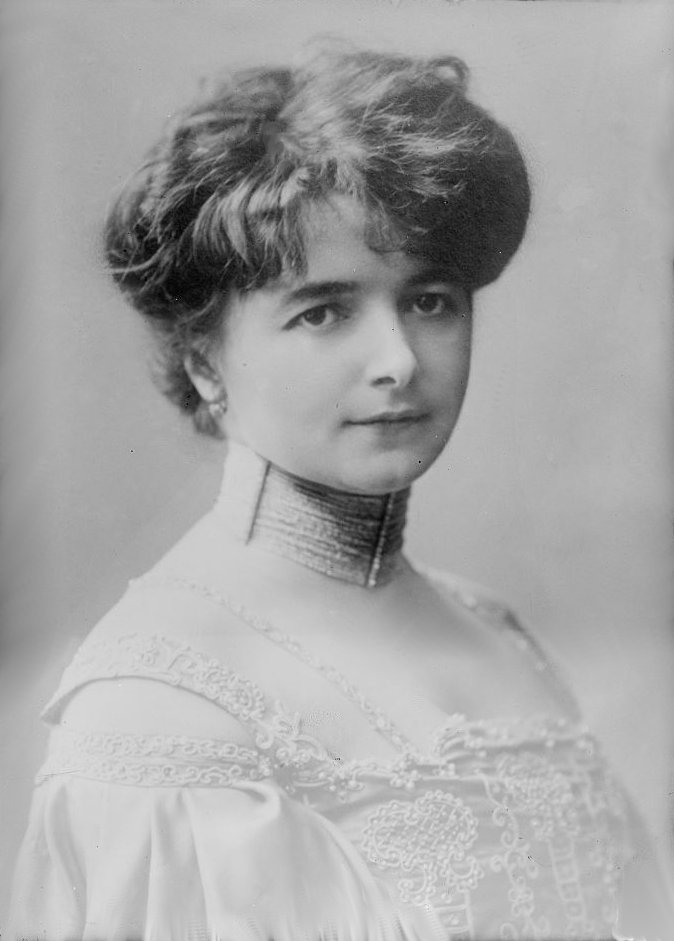
Antonie Barth

Barbara Antonie Barth (München, 25 oktober 1871 - Garmisch-Partenkirchen, 25 mei 1956) was de tweede echtgenote van hertog Lodewijk in Beieren.
Antonie was een dochter van Ludwig Barth en Maria Klara Beyhl. Zij werd balletdanseres bij het Münchner Hoftheater. Hier leerde ze de veertig jaar oudere hertog Lodewijk kennen. Lodewijk was de oudste zoon van hertog Maximiliaan in Beieren en prinses Ludovika van Beieren en een oudere broer van de Oostenrijkse keizerin Elisabeth (Sisi). Hij had al eerder zijn eerstgeboorterecht verspeeld door morganatisch te trouwen met Henriëtte Mendel. 
Op 19 november 1892 traden Lodewijk en Antonie in het huwelijk. Voordien was Antonie als Frau von Bartolf in de adelstand verheven. Een gelukkige verbintenis werd het niet. Antonie hield er een jongere minnaar op na, Maximilian Mayr (1878-1960), van wie zij in 1913 een dochter kreeg, Hélène Mayr (overleden in 2006). De geboorte van dit buitenechtelijke kind was voor Lodewijk de aanleiding om van Antonie te scheiden, op 11 juli 1913. Bijna een jaar later trad Antonie in het huwelijk met de vader van Hélène, die in 1971 zou trouwen met prins Frederik Christiaan van Schaumburg-Lippe, van zijn jeugd tot aan zijn overlijden een trouwe aanhanger van de nazi-ideologie.